# Viktor Oliva

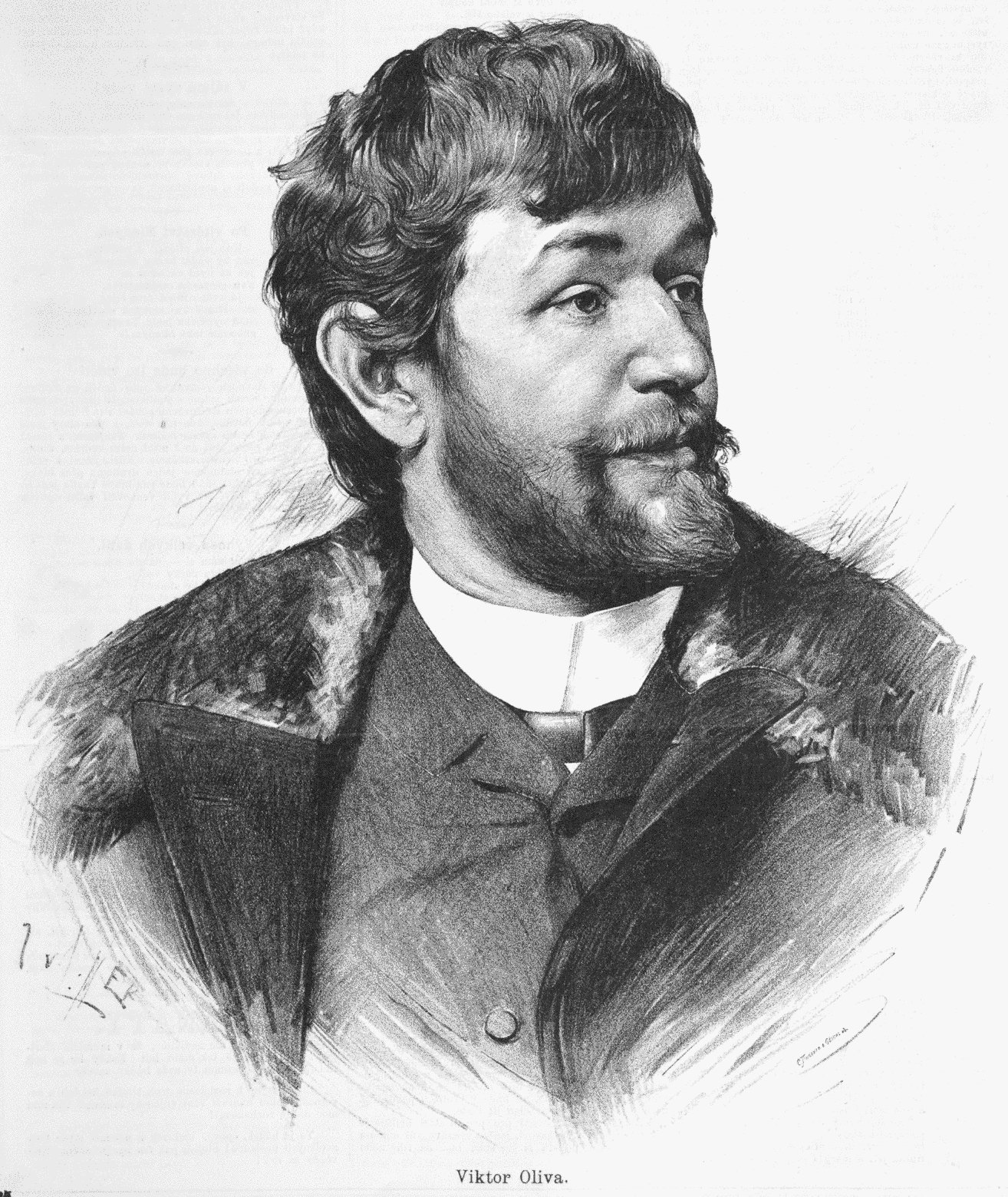
Viktor Oliva (1889)

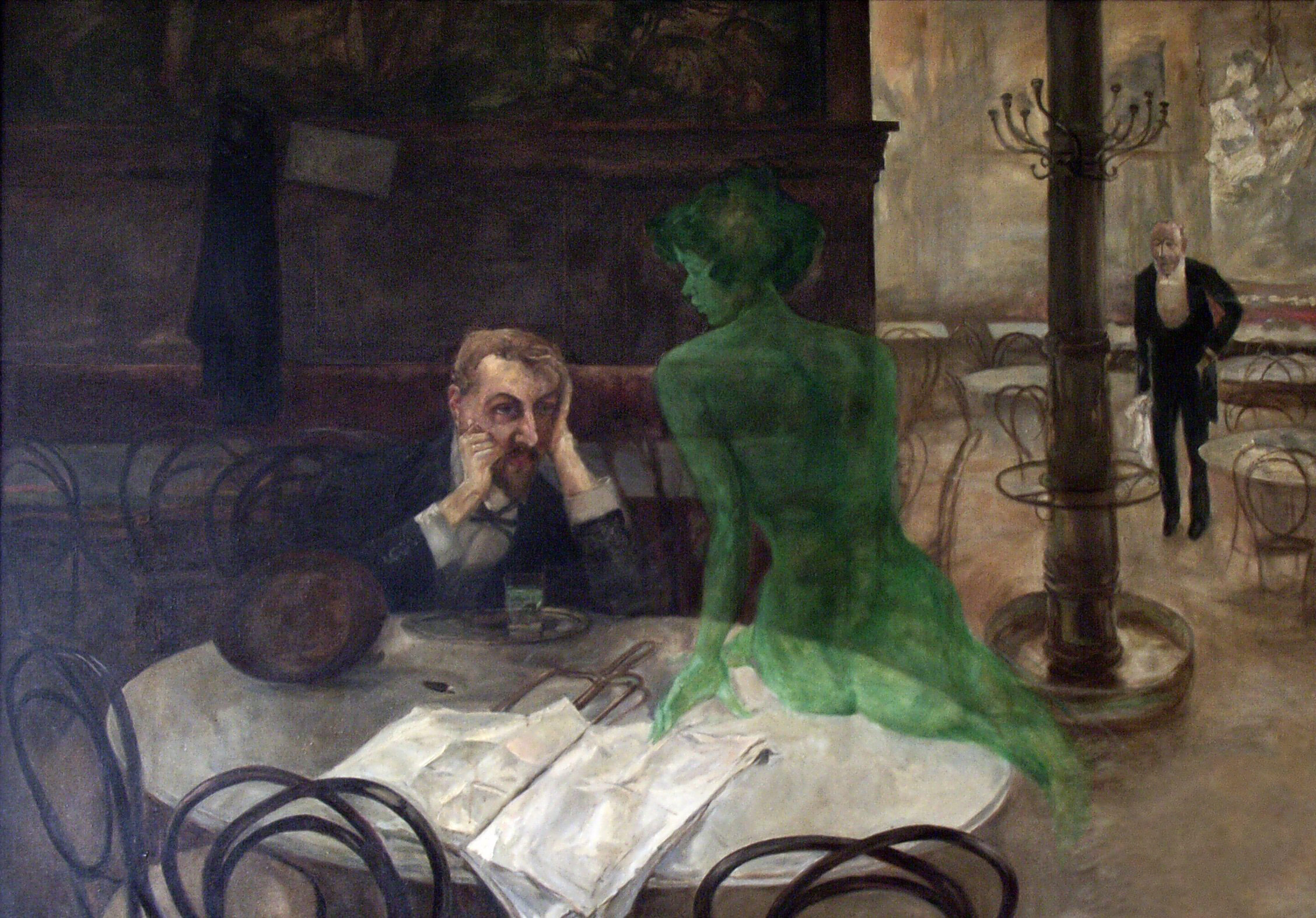
Viktor Oliva: Der Absinthtrinker (1901)

Viktor Oliva (* 24. April 1861 in Nové Strašecí; † 5. April 1928 in Prag) war ein tschechischer Grafiker, Illustrator, Maler und Plakatkünstler des Jugendstils.

## Leben und Wirken
Oliva studierte mit 17 Jahren an der Akademie der Bildenden Künste in Prag bei dem Maler und Restaurator František Sequens (1836–1896) und anschließend an der Akademie der Bildenden Künste in München. In München schloss er sich der tschechischen Künstlervereinigung Škréta an, zu der auch Luděk Marold und Alfons Maria Mucha gehörten.
1888 zog es ihn wie viele tschechische Kunststudenten aus München nach Paris an den Montmartre, wo er Teil der schnell wachsenden Kunstszene wurde. Er lebte mehrere Jahre in der Seine-Metropole und freundete sich mit der originalen „Pariser Bohème“ – böhmische Künstler und Literaten des 19. Jahrhunderts wie Mikoláš Aleš, Jakub Arbes und Karel Vítězslav Mašek an. Oliva war außerdem ein begeisterter Ballonfahrer: 1891 unternahm er mit der Crew des französischen Luftfahrtpioniers Louis Godard eine Ballonfahrt von Prag bis zur Ostsee, die in einem Roman beschrieben wurde, der im Verlag J. R. Vilímek veröffentlicht wurde. Zurück in seinem Geburtsland wurde er 1897 Bildredakteur bei der von Jan Otto verlegten Zeitschrift Zlatá Praha (Goldenes Prag) und der Enzyklopädie Ottův slovník naučný (Ottos Konversationslexikon), für die er 19 Jahre lang arbeiten sollte. Etwa zu der Zeit lernte er Anna Adamcová kennen; die beiden heirateten. 1898 wurde der gemeinsame Sohn Viktor Oliva Jr. geboren, der später ebenfalls Künstler werden sollte. Die Ehe hielt jedoch nur kurz: Anna brannte mit einem Sänger namens Mařák durch und Oliva blieb mit seinem Sohn allein zurück.
Über ein Vierteljahrhundert war Viktor Oliva sehr produktiv und verbrachte viel Zeit mit seinem langjährigen Freund dem Globetrotter und Schriftsteller Josef Kořenský (1847–1938) dessen Reiseberichte er bebilderte. Oliva war ein vielseitiger „gebrauchsgrafischer“ Künstler: so entwarf er zahlreiche Buchillustrationen und -einbände, Exlibris und Werbeplakate, malte aber auch Landschaftsbilder und Bühnendekorationen für das Theater sowie gestaltete Deckenmalereien in zahlreichen Gebäuden wie dem Měšťanská beseda (Bürgervereinshaus) in Pilsen. Sein bekanntestes Bild, Der Absinthtrinker (tschechisch: Piják absintu) aus dem Jahre 1901, hängt im berühmten Prager Café Slavia und zeigt einen vom Absinthkonsum gezeichneten Herrn mit einer „grünen Fee“, wie Absinth auch genannt wird. Weitere Werke Olivas sind unter anderem Dame in rot, Dame in weiß (Anna Karenina), Im Heilbad, Mutter Slavia und Abschied.
Viktor Oliva starb kurz vor seinem 67. Geburtstag am 5. April 1928 in Prag. Er ist begraben auf dem Olšany-Friedhof in Prag.

## Werke (Auswahl)
- 1889: Buchillustrationen für Svatopluk Čech: Pravý výlet pana Broučka do měsíce (Herrn Brouceks Reise zum Mond)
- 1895/96: Postergestaltung Topičův salon
- 1901: Der Absinthtrinker (Piják absintu)

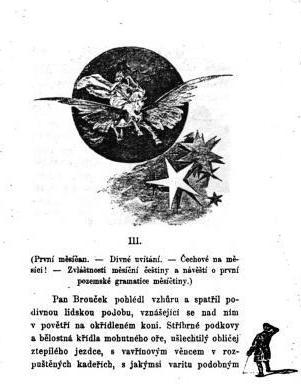
Pravý výlet pana Broučka do měsíce (Herrn Brouceks Reise zum Mond) (1889)
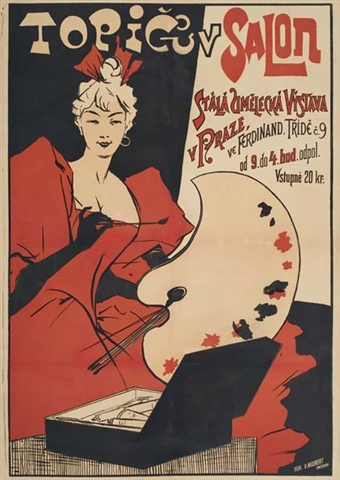
Topičův salon (1895)
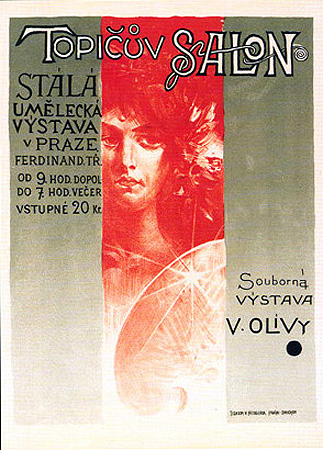
Topičův salon (1896)
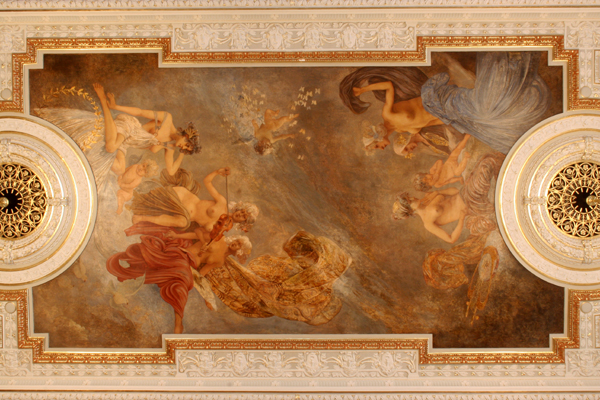
Deckenmalerei im Měšťanska Beseda, Pilsen
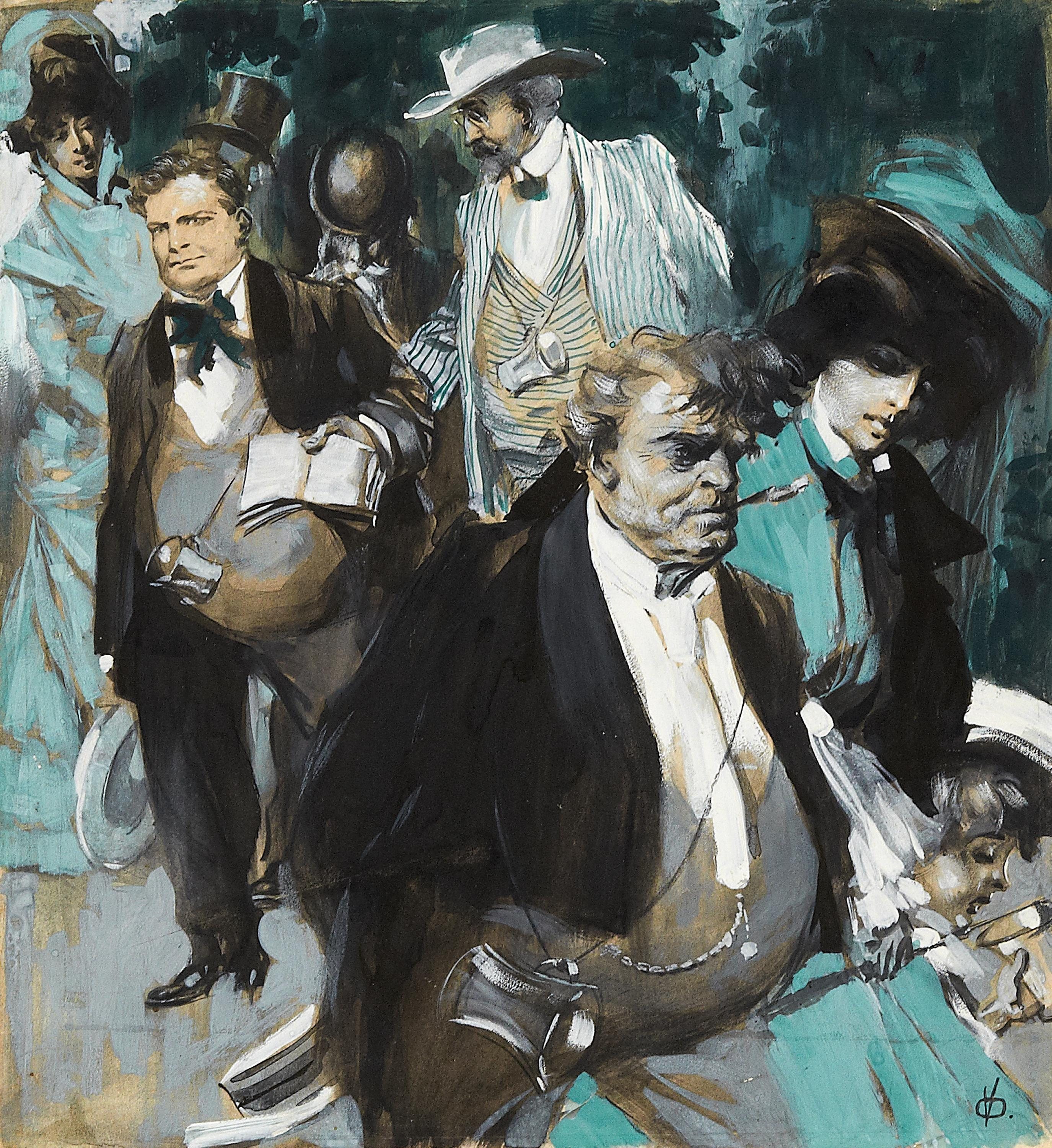
Im Heilbad